# Gracixalus quangi
Gracixalus quangi é uma espécie de anfíbio anuro da família Rhacophoridae. Está presente no Vietname. A UICN classificou-a como vulnerável.